# Ostturm (Bridgend)

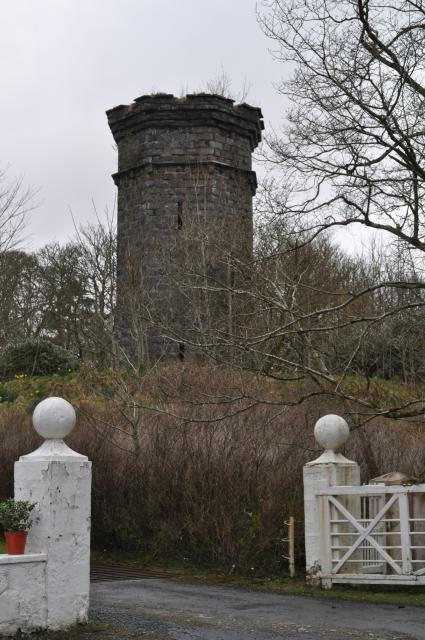
East Tower

Der Ostturm (gälisch: Cnoc Na Croiche) ist ein zum Islay House gehöriger Turm. Er befindet sich am Westrand der schottischen Ortschaft Bridgend auf der Hebrideninsel Islay, etwa 300 m südöstlich des Islay House. 1971 wurde das Gebäude in die schottischen Denkmallisten in der Kategorie B aufgenommen.
Etwa zu Zeiten der Koalitionskriege wurde der auf einer flachen, begrasten Anhöhe stehende Turm als Artilleriestandort genutzt. Heute sind dort noch historische Kanonenrohre zu finden, von denen zumindest eines die Insignien von Georg III. trägt.

## Beschreibung
Der Ostturm befindet sich nahe dem West Lodge genannten ehemaligen Gärtnerhaus von Islay House etwas abseits der A847. Er wurde wahrscheinlich kurz nach Daniel Campbells Tod im Jahre 1777 erbaut, obschon Historic Scotland einen Bauzeitraum im frühen 18. Jahrhundert angibt. Das Bauwerk besitzt einen oktogonalen Grundriss mit einer Weite von 5,2 m zwischen gegenüberliegenden Seiten. Im Inneren ist das etwa 90 cm mächtige Schichtenmauerwerk rund geformt und umschließt einen zylindrischen Innenraum mit einem Durchmesser von 3,4 m. Oberhalb der Eingangstür ist das Mauerwerk verziert und zeigt zwei Gedenkplatten mit den Initialen D C (Daniel Campbell) und G R (Georgius Rex). Schmale Fensterschlitze, die noch Überreste von hölzernen Rahmen erkennen lassen, bringen Licht ins Innere. Einst war im ersten Geschoss ein offener Kamin in die Wand eingelassen und das dritte schloss mit einer Gewölbedecke ab. Der Turm endet in einer Höhe von 11,5 mit einer zinnenbewehrten Plattform. Einst führte eine Wendeltreppe durch das Gebäude, welche jedoch nicht erhalten ist.